# Gunther von Fritsch
Gunther von Fritsch (Pula, Imperio Austrohúngaro, 15 de julio de 1906-Pasadena, California, 27 de agosto de 1988) fue un director de cine de nacionalidad estadounidense, aunque de origen austrohúngaro.

## Biografía
Gunther von Fritsch nació el 15 de julio de 1906 en Pula, Istria. Estudió en París y en 1930 se trasladó a los Estados Unidos. Durante la Segunda Guerra Mundial, ingresó al Cuerpo de Señales del Ejército de los Estados Unidos. Tras la guerra, dirigió películas de entrenamiento para el Departamento de Estado en Berlín Occidental.
Von Fritsch murió de un derrame cerebral en Pasadena el 27 de agosto de 1988, a los 82 años de edad.

## Filmografía
| Año  | Título                          | Tipo         | notas                             |
| ---- | ------------------------------- | ------------ | --------------------------------- |
| 1930 | Man Trouble                     | película     | subgerente                        |
| 1931 | El espía                        | película     | subgerente                        |
| 1936 | Se busca - un maestro           | corto        | codirector                        |
| 1943 | viendo las manos                | corto        |                                   |
| 1944 | La venganza de la mujer pantera | película     | codirector                        |
| 1946 | Traficar con el diablo          | documental   |                                   |
| 1947 | Chica de cigarrillos            | película     |                                   |
| 1947 | Give Us the Earth               | documental   | director y director de fotografía |
| 1947 | Cuerpo y alma                   | película     | director de montajes              |
| 1949 | Corazon a corazon               | documental   |                                   |
| 1950 | Gran ciudad                     | Series de TV |                                   |
| 1953 | Identidad Robada                | película     | director                          |
| 1954 | Flash Gordon                    | Series de TV | 8 episodios (de 39)               |
| 1970 | Snow Bear                       | película     | director                          |